# Elecciones generales de Santa Lucía de 1961

Mapa que refleja los resultados de las elecciones de Santa Lucía por colores, con una amplia victoria en favor del Partido Laborista de Santa Lucía.

Elecciones generales tuverion lugar en Santa Lucía el 14 de abril de 1961. El resultado fue una victoria para el Partido Laborista de Santa Lucía, el cual obtuvo nueve de diez escaños.

## Resultados
| Partido                          | Votos  | %    | Escaños | +/– |
| -------------------------------- | ------ | ---- | ------- | --- |
| Partido Laborista de Santa Lucía | 11 898 | 61,5 | 9       | +2  |
| Partido Progresivo Popular       | 6 244  | 32,2 | 1       | 0   |
| Independientes                   | 1 220  | 6,3  | 0       | 0   |
| Votos en blanco/nulos            | 0      | –    | –       | –   |
| Total                            | 19 362 | 100  | 10      | +2  |
| Fuente: Nohlen                   |        |      |         |     |